# Mentzelia librina
Mentzelia librina är en brännreveväxtart som först beskrevs av K.H.Thorne och F.J.Sm., och fick sitt nu gällande namn av J.J.Schenk och L.Hufford. Mentzelia librina ingår i släktet Mentzelia och familjen brännreveväxter. Inga underarter finns listade i Catalogue of Life.